# دور الكاميو
دور الكاميو أو ظهور الكاميو (وغالبا ما تختصر بـ الكاميو) وهو أداء سريع يُقدّمه شخص معروف في الفنون المسرحية، قد يكون هذا الأداء مرئياً أو صوتياً. وتعتبر هذه الأدوار صغيرة عمومًا، وكثيرًا منها غير ناطق، وهي عادةً ما تكون مظهراً في عملًا فنيًا، لهُ بعض الأهمية الخاصة (مثل المُمثلين من فيلم أصليّ يظهرون في طُبعة جديدة) أو أشخاص مشهورون يقومون بمظاهر غير رئيسية. تعد المظاهر القصيرة التي يظهر بها المشاهير أو مُخرجو الأفلام، أو السياسيون، أو الرياضيون، أو الموسيقيون، شائعة في السينما الغربية. ويمكن الإشارة إلى الكاميو بأن يكون أحد أعضاء طاقم الفيلم أو العرض الذي يلعب دورًا ثانويًا بالفيلم ذاته، مثل كاميو ألفريد هيتشكوك الناشئ عن أداء مُتكرر. من المُحتمل أن يكون ألفريد هتشكوك من أشهر الشخصيات في المُسلسلات الشهيرة، حيث قام بمظاهر قصيرة في مُعظم أفلامه.

## المفهوم

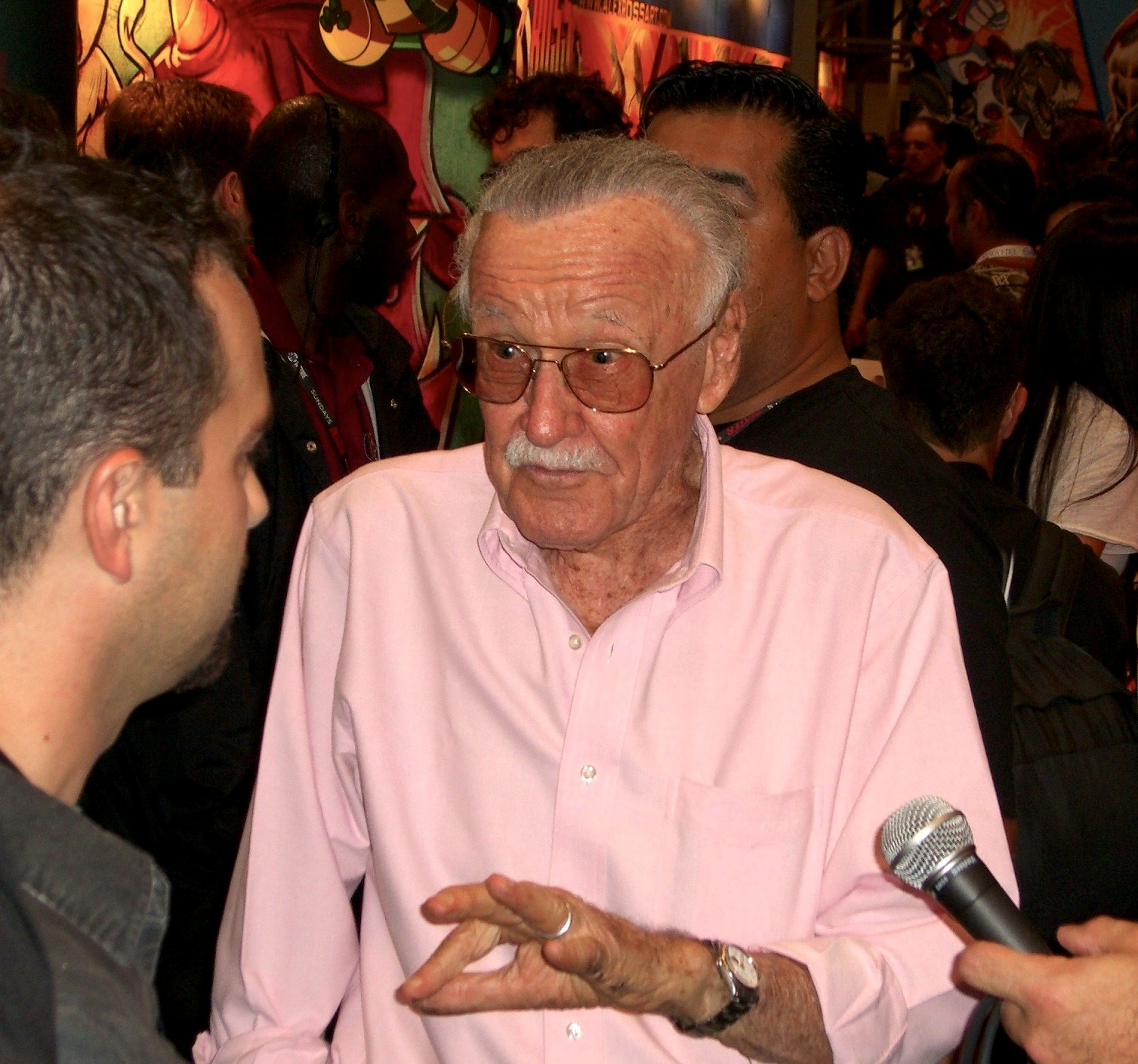
اشتهر ستان لي بظهوره في جميع أفلام مارفل بشخصية الكاميو.

في الأصل، وفي عشرينيات القرن الماضي كان «دور الكاميو» يعني «جُزء صغير الطابع يبرز من الأجزاء الثانوية». يربط قاموس أوكسفورد الإنجليزي هذا بمعنى «رسم أو صورة أدبية قصيرة»، والتي تستند إلى المعنى الحرفي لـ «الكاميو»، وهو نحت مُصغر على حجر كريم. في الآونة الأخيرة (أواخر القرن العشرين)، أصبحت كلمة «الكاميو» تشير إلى أي مظاهر قصيرة، لشخصية ما.
لا يُنسب الفضل عمومًا إلى الكاميو بسبب قصرها، أو عدم التوافق الملحوظ بين مكانة المشاهير في الفيلم أو المسلسل التلفزيوني الذي يظهرون فيه، وكثير من الأعمال تكون بقصد التسويق، والبعض الآخر عبارة عن اعترافات بمساهمة أحد الفاعلين في عملًا سابق، كما في حال العديد من التعديلات السينمائية للمسلسلات التلفزيونية، أو إعادة إنتاج أفلام سابقة. لكن الآخرون يكرمون الفنانين أو المشاهير المعروفين بالعمل في مجال مُعين. ومن أشهر شخصيات الكاميو ستان لي، الذي ظهر لفترة وجيزة في معظم أفلام مارفل.
يحدث الكاميو أيضًا في الروايات والأعمال الأدبية الأخرى. عادةً ما يتضمن «الكاميوالأدبي» شخصية ثابتة من عملًا يظهر بشكل موجز لتأسيس بيئة مشتركة، أو لإثبات وجهة نظر، أو لتقديم الولاء. في بعض الأحيان، يظهر الكاميو في شخصيات خيالية في رواية تاريخية، ويمكن لمؤلف العمل أن يقوم بمظهر الكاميو لوضع نوع من «التوقيع» الشخصي على القصة. غالبًا ما يضع فلاديمير نابوكوف نفسه في رواياته، على سبيل المثال شخصية ثانوية جدًا فيفيان دارك بلوم (جناس الناقص من اسمه) في رواية لوليتا.

### مخرجي الأفلام
يشتهر ألفريد هيتشكوك بمظهره المتكرر في أفلامه، في وقت مُبكر في فيلمه الثالث المستأجر (1927)، وفي فيلم قارب الحياة (1944)، حيث كان إجراءه مقصورًا على العنوان، بظهوره في إعلان في إحدى الصحف. يقدم كوينتن تارانتينو الكاميو أو أدوارًا صغيرة في عشرة من أفلامه على الأقل.

### المُمثلين والكُتاب
يلقى المخرجون أحيانًا ممثلين بارزين ومعروفين عملوا معهم في الماضي في أفلام أخرى. في فيلم Jane Eyre ، تظهر إليزابيث تايلور مظهرًا رائعًا في دور الكاميو هيلين بورنس، صديقة جين من المدرسة التي تموت من نزلة برد. كان فيلم مايك تود حول العالم في 80 يومًا (1956) مليئًا بأدوار الكاميو: جون جيلجود كخادم شخصي إنجليزي، وفرانك سيناترا يعزف على البيانو في صالون، وآخرين. فيلم إنه عالم مجنون مجنون مجنون مجنون (فيلم) ، «كوميديا ملحمية»، يضم أيضًا صورًا من كل ممثل كوميدي أمريكي مشهور على قيد الحياة في ذلك الوقت، بما في ذلك المهرجون الثلاثة، وجيري لويس، وظهور صامت لـ باستر كيتون وصوت الكاميو فقط بواسطة سلمى دايموند.
ظهرت العديد من أدوار الكاميو في فيلم مافريك (1994)، من إخراج ريتشارد دونر. ومن بين هؤلاء، يظهر داني جلوفر - النجم المشارك لميل جيبسون في سلسلة السلاح الفتاك الذي أخرجه أيضًا دونر - على أنه السارق الرئيسي للبنك. يتشارك هو ومافريك (جيبسون) مشهدًا يبدو فيهما كما لو أنهما يعرفان بعضهما البعض، ولكن بعد ذلك يتخلص منه. بينما كان جلوفر يهرب بالمال، يتمتم «أنا كبير في السن على هذا الهراء»، وهي العبارة الشهيرة لشخصيته في أفلام السلاح الفتاك. بالإضافة إلى ذلك، تبدأ الفكرة الرئيسية من السلاح الفتاك في بعد الكشف عن جلوفر. قدمت الممثلة مارجوت كيدر مظهرًا لدور الكاميو في نفس الفيلم مثل «قروي مسروق»: لقد لعبت دور البطولة سابقًا في دور لويس لين في فيلم سوبرمان (1978).
يشتهر ستيفن كينج بتقديم عروض الكاميو القصيرة في كل فيلم تقريبًا يتم إنتاجه بناءً على رواياته.
في مسرحية بداية ونهاية المأخوذة عن قصة الكاتب نجيب محفوظ، يظهر أبو بكر عزت في دور الكاميو.

## أُنظر أيضاً
- تلميح
- ستان لي
- كومبارس
- دوبلير